# Nelson Villagra
Eddie Nelson Villagra Garrido (El Carmen, 9 agosto 1937) è un attore cileno.

## Biografia
Studia a Santiago teatro e recitazione presso l'Università del Cile, laureandosi nel 1958. Lo stesso anno si trasferisce nella città di Concepción, entrando nella compagnia del teatro stabile della città.
Nel 1967 debutta come attore cinematografico, diretto da Naum Kramarenco in Regreso al silencio.
Sostenitore del governo di Salvador Allende, si rifugia in Argentina dopo il colpo di Stato di Augusto Pinochet.

## Filmografia
- Tre tristi tigri (Tres tristes tigres), regia di Raúl Ruiz, (1968)
- La cantata de Chile, regia di Humberto Solás, (1976)
- El recurso del método, regia di Miguel Littín, (1978)
- Amnesia, regia di Gonzalo Justiniano, (1994)

## Premi e riconoscimenti

### Festival Internazionale del Cinema di San Sebastián
- 1979 - Migliore attore per Prisioneros desaparecidos